# Persone di nome Ugo
| Questa pagina contiene informazioni ricavate automaticamente dalle voci biografiche con l'ausilio del template Bio e di un bot. L'aggiornamento è periodico e automatico e ricostruisce completamente la pagina. Se manca una persona in questa lista, sei pregato di non aggiungerla, ma accertati piuttosto che la sua voce biografica contenga il template Bio e che i dati anagrafici siano correttamente compilati. Se il template Bio manca, inseriscilo tu stesso o, in alternativa, metti l'avviso {{tmp\|Bio}} che ne segnala la mancanza. Se i dati riportati sono sbagliati, correggi direttamente la voce biografica; le modifiche saranno visibili in questa lista entro pochi giorni. Per chiarimenti vedi il progetto antroponimi. La lista contiene solo le 524 persone che sono citate nell'enciclopedia e per le quali è stato implementato correttamente il template Bio. Pagina aggiornata al 22 lug 2025. |

Questa è una lista di persone presenti nell'enciclopedia che hanno il nome Ugo, suddivise per attività principale.

## Abati(7)
- Ugo di Cluny, abate e santo francese (Semur, n. 1024 - Cluny, † 1109)
- Ugo di Champagne, abate e vescovo franco (Jumièges, † 730)
- Ugo di San Bertino, abate franco († 844)
- Ugo di Novara di Sicilia, abate francese (Novara di Sicilia)
- Ugo di Fosses, abate e beato belga (Fosses-la-Ville - Prémontré, † 1163)
- Ugo di Bonnevaux, abate e santo francese (Châteauneuf-sur-Isère - Bonnevaux, † 1194)
- Ugo di Flavigny, abate francese

## Allenatori di calcio(4)
- Ugo Canforini, allenatore di calcio e ex calciatore italiano (Parma)
- Ugo Napolitano, allenatore di calcio e ex calciatore italiano (Napoli, n. 1965)
- Ugo Pozzan, allenatore di calcio e calciatore italiano (San Martino Buon Albergo, n. 1929 - Verona, † 1973)
- Ugo Tomeazzi, allenatore di calcio e ex calciatore italiano (Bomporto, n. 1940)

## Alpinisti(3)
- Ugo Angelino, alpinista italiano (Coggiola, n. 1923 - Biella, † 2016)
- Ugo Illing, alpinista e ingegnere italiano (Bolzano, n. 1924 - Pieve di Cadore, † 2013)
- Ugo Manera, alpinista italiano (Torino, n. 1939)

## Anarchici(3)
- Ugo Fedeli, anarchico e antifascista italiano (Milano, n. 1898 - Ivrea, † 1964)
- Ugo Mazzucchelli, anarchico italiano (Carrara, n. 1903 - Carrara, † 1997)
- Ugo Rindi, anarchico e antifascista italiano (Pisa, n. 1882 - Pisa, † 1924)

## Animatori(1)
- Ugo D'Orsi, animatore italiano (Rio de Janeiro, n. 1897 - Los Angeles, † 1964)

## Antropologi(1)
- Ugo Fabietti, antropologo italiano (Milano, n. 1950 - Milano, † 2017)

## Arbitri di calcio(1)
- Ugo Scaramella, arbitro di calcio italiano (Torre del Greco, n. 1920)

## Architetti(3)
- Ugo Sasso, architetto italiano (Asmara, n. 1947 - Isla Margarita, † 2009)
- Ugo Sissa, architetto, designer e archeologo italiano (Mantova, n. 1913 - Pegognaga, † 1980)
- Ugo Tarchi, architetto e storico dell'arte italiano (Firenze, n. 1887 - Firenze, † 1978)

## Arcivescovi(5)
- Ugo di Blois, arcivescovo francese (Chartres, † 986)
- Ugo d'Amiens, arcivescovo e teologo francese (Rouen, † 1164)
- Ugo di Vermandois, arcivescovo franco (n. 920 - Meaux, † 962)
- Ugo l'Abate, arcivescovo franco (Orléans, † 886)
- Ugo della Volta, arcivescovo italiano (Genova - Genova, † 1188)

## Arcivescovi cattolici(2)
- Ugo Donato Bianchi, arcivescovo cattolico italiano (Pennabilli, n. 1930 - Bologna, † 1999)
- Ugo Camozzo, arcivescovo cattolico italiano (Milano, n. 1892 - Padova, † 1977)

## Artisti(6)
- Ugo Carrega, artista e poeta italiano (Genova, n. 1935 - Milano, † 2014)
- Ugo Giletta, artista italiano (San Firmino di Revello, n. 1957)
- Ugo La Pietra, artista, architetto e designer italiano (Bussi sul Tirino, n. 1938)
- Ugo Matania, artista, illustratore e giornalista italiano (Napoli, n. 1888 - Napoli, † 1979)
- Ugo Nespolo, artista italiano (Mosso, n. 1941)
- Ugo Signorini, artista e pittore italiano (Firenze, n. 1935 - Firenze, † 1999)

## Astronomi(1)
- Ugo Tagliaferri, astronomo italiano

## Attivisti(1)
- Ugo Sciascia, attivista, conduttore televisivo e critico cinematografico italiano (Agrigento, n. 1911 - † 1992)

## Attori(13)
- Ugo Adinolfi, attore italiano (Milano, n. 1943 - Roma, † 2016)
- Ugo Attanasio, attore italiano (Napoli, n. 1887 - Roma, † 1968)
- Ugo Biondi, attore e trasformista italiano (Firenze, n. 1873)
- Ugo Bologna, attore, doppiatore e militare italiano (Milano, n. 1917 - Roma, † 1998)
- Ugo Cardea, attore italiano (Trieste, n. 1936 - Arcidosso, † 2021)
- Ugo Ceseri, attore italiano (Firenze, n. 1893 - Roma, † 1940)
- Ugo Conti, attore italiano (Milano, n. 1955)
- Ugo D'Alessio, attore italiano (Napoli, n. 1909 - Napoli, † 1979)
- Ugo Fangareggi, attore italiano (Genova, n. 1938 - Roma, † 2017)
- Ugo Maria Morosi, attore e doppiatore italiano (Imperia, n. 1941 - Roma, † 2023)
- Ugo Pagliai, attore e doppiatore italiano (Pistoia, n. 1937)
- Ugo Piperno, attore italiano (Livorno, n. 1871 - Casalecchio di Reno, † 1922)
- Ugo Sasso, attore italiano (Torino, n. 1910 - Roma, † 1981)

## Autori televisivi(1)
- Ugo Porcelli, autore televisivo e produttore televisivo italiano (Tripoli, n. 1944)

## Aviatori(3)
- Ugo Drago, aviatore italiano (Arborio, n. 1915 - Roma, † 2007)
- Ugo Niutta, aviatore e ufficiale italiano (Napoli, n. 1880 - Borgo Valsugana, † 1916)
- Ugo Pozza, aviatore e militare italiano (Asolo, n. 1907 - Alessandria d'Egitto, † 1940)

## Avvocati(6)
- Ugo Baglivo, avvocato, politico e antifascista italiano (Alessano, n. 1910 - Roma, † 1944)
- Ugo Bono, avvocato, dirigente d'azienda e politico italiano (Brindisi, n. 1878 - Roma, † 1946)
- Ugo De Mercurio, avvocato e politico italiano (Napoli, n. 1903 - † 1988)
- Ugo Lenzi, avvocato e politico italiano (Bologna, n. 1875 - Roma, † 1953)
- Ugo Longo, avvocato e dirigente sportivo italiano (Caltanissetta, n. 1941 - Roma, † 2009)
- Ugo Mifsud Bonnici, avvocato e politico maltese (Cospicua, n. 1932)

## Baritoni(2)
- Ugo Franceschi, baritono e compositore italiano (Pisa, n. 1852 - Pisa, † 1940)
- Ugo Savarese, baritono italiano (Napoli, n. 1912 - Genova, † 1997)

## Bassi(1)
- Ugo Novelli, basso italiano (Campi Bisenzio, n. 1912 - Firenze, † 1968)

## Bibliotecari(1)
- Ugo Rozzo, bibliotecario, bibliografo e storico italiano (Viguzzolo, n. 1940 - Alessandria, † 2020)

## Botanici(1)
- Ugo Brizi, botanico e micologo italiano (Ancona, n. 1868 - Milano, † 1949)

## Calciatori(38)
- Ugo Amoretti, calciatore e allenatore di calcio italiano (Genova, n. 1909 - Savona, † 1977)
- Ugo Bonnet, calciatore francese (Montpellier, n. 1993)
- Ugo Bonzano, calciatore e allenatore di calcio italiano (Valenza, n. 1903 - Valenza, † 1993)
- Ugo Bronzini, ex calciatore italiano (Roma, n. 1963)
- Caramaschi, calciatore italiano
- Ugo Ceresa, calciatore italiano (Casale Monferrato, n. 1915 - Casale Monferrato, † 1990)
- Ugo Ceria, calciatore italiano (Santos, n. 1900 - Vercelli, † 1979)
- Ugo Cerroni, calciatore italiano (Roma, n. 1915 - Roma, † 1978)
- Ugo Chiesa, calciatore italiano (Milano, n. 1895)
- Ugo Ciabattini, calciatore e aviatore italiano (Napoli, n. 1908 - Dessiè, † 1936)
- Ugo Conti, calciatore e allenatore di calcio italiano (Pisa, n. 1916 - Livorno, † 1983)
- Ugo Dosio, calciatore italiano (Roma, n. 1899)
- Ugo Ehiogu, calciatore e allenatore di calcio inglese (Hackney, n. 1972 - Londra, † 2017)
- Ugo Ferradini, calciatore e arbitro di calcio italiano (Milano, n. 1891)
- Ugo Ferrante, calciatore e allenatore di calcio italiano (Vercelli, n. 1945 - Vercelli, † 2004)
- Ugo Ferrazzi, calciatore italiano (Cremona, n. 1905 - Cremona, † 1978)
- Ugo Fini, calciatore italiano (n. 1894)
- Ugo Fontana, calciatore svizzero (n. 1898)
- Ugo Gazzari, calciatore italiano (Genova, n. 1919)
- Ugo Gnerucci, calciatore italiano (Pisa, n. 1902)
- Ugo Gregorin, calciatore italiano (Turriaco, n. 1925 - Bollate, † 2010)
- Ugo Innocenti, calciatore e allenatore di calcio italiano (Firenze, n. 1916)
- Ugo Locatelli, calciatore italiano (Toscolano, n. 1916 - Torino, † 1993)
- Ugo Lodi, calciatore italiano (Casteggio, n. 1910)
- Ugo Magnetto, calciatore italiano (Borghetto Santo Spirito, n. 1902 - Loano, † 1984)
- Ugo Merio, calciatore italiano
- Ugo Rasetto, calciatore italiano (Torino, n. 1903 - † 1987)
- Ugo Rolandi, calciatore italiano
- Ugo Rosin, ex calciatore italiano (Piazzola sul Brenta, n. 1933)
- Ugo Schiffo, calciatore italiano (Udine, n. 1899 - Udine, † 1973)
- Ugo Signorini, calciatore italiano
- Ugo Starace, calciatore e allenatore di calcio italiano (Lecce, n. 1912 - Lecce, † 1990)
- Ugo Tani, ex calciatore italiano (Livorno, n. 1948)
- Ugo Terzani, calciatore italiano (Firenze, n. 1912)
- Ugo Tosetto, ex calciatore italiano (Cittadella, n. 1953)
- Ugo Vernieri, calciatore italiano
- Ugo Zoppi, calciatore italiano (Milano, n. 1911)
- Ugo de Lorenzo, ex calciatore danese (n. 1967)

## Canottieri(1)
- Ugo Pifferi, canottiere italiano (Corsico, n. 1930 - Cesano Boscone, † 1998)

## Cantanti(2)
- Ugo Calise, cantante, compositore e chitarrista italiano (Oratino, n. 1921 - Roma, † 1994)
- Ugo Molinari, cantante italiano (Bologna, n. 1929 - Aosta, † 2005)

## Cardinali(9)
- Ugo Aycelin de Billom, cardinale e vescovo cattolico francese (Billom - Roma, † 1298)
- Ugo Bobone, cardinale italiano (Roma - Roma, † 1213)
- Ugo Poletti, cardinale e arcivescovo cattolico italiano (Omegna, n. 1914 - Roma, † 1997)
- Ugo Pietro Spinola, cardinale italiano (Genova, n. 1791 - Roma, † 1858)
- Ugo di Evesham, cardinale inglese (Evesham - Roma, † 1287)
- Ugo di Remiremont, cardinale francese
- Ugo Visconti, cardinale italiano (Pisa - † 1121)
- Ugo da Ricasoli, cardinale italiano (Roma)
- Ugo di Lusignano, cardinale e arcivescovo cattolico cipriota (Cipro - Ginevra, † 1442)

## Cavalieri(1)
- Ugo II di Saint-Omer, cavaliere francese († 1204)

## Cestisti(1)
- Ugo Govoni, ex cestista italiano (Soliera, n. 1959)

## Chimici(2)
- Ugo Bardi, chimico italiano (Firenze, n. 1952)
- Ugo Ciancarelli, chimico, dirigente d'azienda e politico italiano (Rieti, n. 1879 - Rieti, † 1957)

## Ciclisti su strada(7)
- Ugo Agostoni, ciclista su strada italiano (Lissone, n. 1893 - Desio, † 1941)
- Ugo Anzile, ciclista su strada italiano (Pocenia, n. 1931 - Metz, † 2010)
- Ugo Bianchi, ciclista su strada italiano (Milano, n. 1903)
- Ugo Colombo, ciclista su strada italiano (San Giorgio su Legnano, n. 1940 - Pontremoli, † 2019)
- Ugo Fondelli, ciclista su strada italiano (Figline Valdarno, n. 1920 - Firenze, † 2011)
- Ugo Massocco, ciclista su strada italiano (Alessandria, n. 1928 - Asti, † 1991)
- Ugo Ruggeri, ciclista su strada italiano (Milano, n. 1893 - San Francisco, † 1990)

## Comici(1)
- Ugo Dighero, comico e attore italiano (Genova, n. 1959)

## Compositori(2)
- Ugo Amendola, compositore italiano (Venezia, n. 1917 - † 1995)
- Ugo Bottacchiari, compositore italiano (Castelraimondo, n. 1879 - Como, † 1944)

## Condottieri(2)
- Ugo Malmozzetto, condottiero normanno († 1097)
- Ugo Rangoni, condottiero italiano

## Costituzionalisti(1)
- Ugo Spagnoli, costituzionalista e politico italiano (Messina, n. 1926 - Torino, † 2012)

## Costumisti(1)
- Ugo Pericoli, costumista e scenografo italiano (Adria, n. 1923 - Santiago del Cile, † 1999)

## Criminali(1)
- Ugo Ciappina, criminale italiano (Milano, n. 1928 - Milano, † 2023)

## Critici cinematografici(1)
- Ugo Casiraghi, critico cinematografico e storico del cinema italiano (Milano, n. 1921 - Gorizia, † 2006)

## Critici letterari(1)
- Ugo Dotti, critico letterario italiano (Cremona, n. 1933 - Roma, † 2017)

## Danzatori(1)
- Ugo Dell'Ara, ballerino e coreografo italiano (Roma, n. 1921 - Marino, † 2009)

## Designer(1)
- Ugo Zagato, designer e imprenditore italiano (Gavello, n. 1890 - Terrazzano, † 1968)

## Direttori d'orchestra(2)
- Ugo Giacomozzi, direttore d'orchestra italiano (Roma, n. 1897 - Roma, † 1979)
- Ugo Rapalo, direttore d'orchestra e compositore italiano (Napoli, n. 1914 - Napoli, † 2003)

## Direttori teatrali(1)
- Ugo Farulli, direttore teatrale, commediografo e attore italiano (Firenze, n. 1869 - Roma, † 1928)

## Dirigenti d'azienda(2)
- Ugo Brachetti Peretti, dirigente d'azienda italiano (Roma, n. 1965)
- Ugo Pugliese, dirigente d'azienda e politico italiano (Crotone, n. 1961)

## Dirigenti sportivi(1)
- Ugo Campana, dirigente sportivo e imprenditore italiano (Bergamo)

## Drammaturghi(3)
- Ugo Chiti, drammaturgo, sceneggiatore e regista italiano (Tavarnelle Val di Pesa, n. 1943)
- Ugo Falena, commediografo, impresario teatrale e regista cinematografico italiano (Roma, n. 1875 - Roma, † 1931)
- Ugo Palmerini, drammaturgo italiano (Firenze, n. 1882 - Firenze, † 1959)

## Economisti(2)
- Ugo Biggeri, economista e attivista italiano (Firenze, n. 1966)
- Ugo Mazzola, economista italiano (Napoli, n. 1863 - Courmayeur, † 1899)

## Editori(2)
- Ugo Guandalini, editore e scrittore italiano (Modena, n. 1905 - Parma, † 1971)
- Ugo Mursia, editore italiano (Carini, n. 1916 - Milano, † 1982)

## Esploratori(1)
- Ugo Ferrandi, esploratore italiano (Novara, n. 1852 - Novara, † 1928)

## Etnologi(1)
- Ugo Rellini, etnologo e paleontologo italiano (Firenze, n. 1870 - Roma, † 1943)

## Filologi(1)
- Ugo Enrico Paoli, filologo classico e latinista italiano (Firenze, n. 1884 - Firenze, † 1963)

## Filosofi(2)
- Ugo Perone, filosofo italiano (Torino, n. 1945)
- Ugo Spirito, filosofo italiano (Arezzo, n. 1896 - Roma, † 1979)

## Fisici(3)
- Ugo Amaldi, fisico italiano (Roma, n. 1934)
- Ugo Bordoni, fisico e dirigente d'azienda italiano (Roma, n. 1884 - Roma, † 1952)
- Ugo Fano, fisico italiano (Torino, n. 1912 - Chicago, † 2001)

## Fisiologi(1)
- Ugo Lombroso, fisiologo e superstite dell'Olocausto italiano (Torino, n. 1877 - Genova, † 1952)

## Fotografi(1)
- Ugo Mulas, fotografo italiano (Pozzolengo, n. 1928 - Milano, † 1973)

## Fumettisti(1)
- Ugo Delucchi, fumettista e vignettista italiano (Genova, n. 1961)

## Funzionari(3)
- Ugo Damiani, funzionario e politico italiano (Accumoli, n. 1899 - Rieti, † 1992)
- Ugo Attico Fioretti, funzionario e politico italiano (Villa Santo Stefano, n. 1873 - Addis Abeba, † 1940)
- Ugo Zampetti, funzionario italiano (Roma, n. 1949)

## Generali(19)
- Ugo Bignami, generale italiano (Milano, n. 1869 - Roma, † 1949)
- Ugo Buttà, generale italiano (Roma, n. 1891 - † 1949)
- Ugo Cavallero, generale e politico italiano (Casale Monferrato, n. 1880 - Frascati, † 1943)
- Ugo Cei, generale e politico italiano (Castelfranco Emilia, n. 1867 - Cella Monte, † 1953)
- Ugo Costamagna, generale italiano (Saluzzo, n. 1894 - Torino, † 1967)
- Ugo De Carolis, generale italiano (Capua, n. 1887 - Chazepetowka, † 1941)
- Ugo Ferrero, generale italiano (Chieti, n. 1892 - Schelkowhammer, † 1945)
- Ugo Gigliarelli Fiumi, generale italiano (Soresina, n. 1880 - Roma, † 1944)
- Ugo Luca, generale italiano (Feltre, n. 1892 - Feltre, † 1967)
- Ugo Marchetti, generale italiano (Roma, n. 1947)
- Ugo Marfuggi, generale italiano (Napoli, n. 1889 - Portici, † 1974)
- Ugo Montemurro, generale italiano (Portoferraio, n. 1891 - Sirmione, † 1979)
- Ugo Pignetti, generale italiano (Torino, n. 1878 - Roma, † 1968)
- Ugo Pizzarello, generale italiano (Macerata, n. 1877 - Firenze, † 1959)
- Ugo Rivoli, generale e aviatore italiano (Pola, n. 1911 - Trieste, † 1993)
- Ugo Sani, generale italiano (Ferrara, n. 1865 - Roma, † 1945)
- Ugo Santovito, generale italiano (Manfredonia, n. 1882 - Merano, † 1943)
- Ugo Zaniboni Ferino, generale e storico italiano (Riva del Garda, n. 1897 - Trento, † 1996)
- Ugo Zottin, generale italiano (Acerra, n. 1950)

## Giornalisti(14)
- Ugo di Basseville, giornalista, diplomatico e rivoluzionario francese (Abbeville, n. 1753 - Roma, † 1793)
- Ugo Buzzolan, giornalista italiano (Thiene, n. 1924 - Torino, † 1990)
- Ugo Cuesta, giornalista, scrittore e marittimo italiano (Pistoia, n. 1897 - Bergamo, † 1961)
- Ugo D'Andrea, giornalista, saggista e politico italiano (L'Aquila, n. 1893 - Roma, † 1979)
- Ugo Finetti, giornalista e politico italiano (Milano, n. 1944)
- Ugo Francica Nava, giornalista e conduttore televisivo italiano (Catania, n. 1963)
- Ugo Indrio, giornalista italiano (Potenza, n. 1913 - Aosta, † 1992)
- Ugo Manunta, giornalista e politico italiano (Cagliari, n. 1902 - Roma, † 1988)
- Ugo Moretti, giornalista, scrittore e sceneggiatore italiano (Orvieto, n. 1918 - Roma, † 1991)
- Ugo Pesci, giornalista italiano (Firenze, n. 1846 - Bologna, † 1908)
- Ugo Ricci, giornalista e scrittore italiano (Napoli, n. 1875 - Napoli, † 1940)
- Ugo Russo, giornalista e cantante italiano (Roma, n. 1950)
- Ugo Ugoletti, giornalista italiano
- Ugo Zatterin, giornalista italiano (Venezia, n. 1920 - Roma, † 2000)

## Giuristi(9)
- Ugo Bassano, giurista e politico italiano (Livorno, n. 1908 - Livorno, † 1988)
- Ugo Conti Sinibaldi, giurista e politico italiano (Bologna, n. 1864 - Roma, † 1942)
- Ugo De Siervo, giurista italiano (Savona, n. 1942)
- Ugo Forti, giurista italiano (Napoli, n. 1878 - Napoli, † 1950)
- Ugo Grassi, giurista e politico italiano (Napoli, n. 1964)
- Ugo Mattei, giurista italiano (Torino, n. 1961)
- Ugo Natoli, giurista italiano (Messina, n. 1915 - Roma, † 1992)
- Ugo Pagallo, giurista italiano (n. 1961)
- Ugo, giurista italiano († 1166)

## Golfisti(1)
- Ugo Grappasonni, golfista italiano (Roma, n. 1922 - Roma, † 1999)

## Illustratori(2)
- Ugo Finozzi, illustratore italiano (Firenze, n. 1874 - Roma, † 1932)
- Ugo Fontana, illustratore italiano (Firenze, n. 1921 - Gerusalemme, † 1985)

## Imprenditori(5)
- Ugo Guarienti, imprenditore, politico e antifascista italiano (Verona, n. 1874 - San Giorgio in Salici, † 1972)
- Ugo Lanza, imprenditore italiano (Trieste, n. 1918 - Milano, † 1998)
- Ugo Mutti, imprenditore italiano (San Lazzaro Parmense, n. 1893 - Montechiarugolo, † 1980)
- Ugo Poggi, imprenditore e dirigente sportivo italiano (Firenze, n. 1929 - Firenze, † 2008)
- Ugo Valperga, imprenditore e dirigente sportivo italiano (Genova, n. 1910 - † 1970)

## Incisori(1)
- Ugo da Carpi, incisore italiano (Carpi, n. 1470 - Roma, † 1532)

## Ingegneri(9)
- Ugo Ancona, ingegnere e politico italiano (Ferrara, n. 1867 - Roma, † 1936)
- Ugo Cantutti, ingegnere italiano (Rovigo, n. 1893 - Roma, † 1983)
- Ugo Veniero D'Annunzio, ingegnere e imprenditore italiano (Roma, n. 1887 - New York, † 1945)
- Ugo Giovannozzi, ingegnere italiano (Firenze, n. 1876 - Roma, † 1957)
- Ugo Gobbato, ingegnere e dirigente d'azienda italiano (Volpago del Montello, n. 1888 - Milano, † 1945)
- Ugo Luccichenti, ingegnere e architetto italiano (Isola del Liri, n. 1899 - Roma, † 1976)
- Ugo Monneret de Villard, ingegnere, archeologo e orientalista italiano (Milano, n. 1881 - Roma, † 1954)
- Ugo Sartirana, ingegnere e politico italiano (Torino, n. 1901 - Monte Carlo, † 1965)
- Ugo Tiberio, ingegnere italiano (Campobasso, n. 1904 - Livorno, † 1980)

## Ispanisti(1)
- Ugo Gallo, ispanista, traduttore e poeta italiano (Genova, n. 1905 - Lisbona, † 1957)

## Judoka(1)
- Ugo Legrand, judoka francese (Mont-Saint-Aignan, n. 1989)

## Letterati(2)
- Ugo Falcando, letterato (Normandia)
- Ugo Pellis, letterato e fotografo italiano (San Valentino di Fiumicello, n. 1882 - Gorizia, † 1943)

## Linguisti(4)
- Ugo Angelo Canello, linguista e filologo italiano (Guia, n. 1848 - Padova, † 1883)
- Ugo Cardinale, linguista italiano (Soveria Mannelli, n. 1944)
- Ugo Levi, linguista e musicista italiano (Venezia, n. 1878 - Venezia, † 1971)
- Ugo Vignuzzi, linguista e filologo italiano (Roma, n. 1948)

## Magistrati(3)
- Ugo Sirovich, magistrato e politico italiano (Roma, n. 1878 - † 1954)
- Ugo Speroni, giudice italiano (Piacenza)
- Ugo da Gambolò, giudice e giurista italiano

## Marciatori(1)
- Ugo Frigerio, marciatore italiano (Milano, n. 1901 - Garda, † 1968)

## Matematici(6)
- Ugo Amaldi, matematico italiano (Verona, n. 1875 - Roma, † 1957)
- Ugo Barbuti, matematico italiano (Pisa, n. 1914 - Firenze, † 1978)
- Ugo Napoleone Giuseppe Broggi, matematico italiano (Como, n. 1880 - Milano, † 1965)
- Ugo Cassina, matematico italiano (Polesine Parmense, n. 1897 - Milano, † 1964)
- Ugo Dainelli, matematico italiano (Santa Maria di Empoli, n. 1849 - Roma, † 1906)
- Ugo Morin, matematico e antifascista italiano (Trieste, n. 1901 - Padova, † 1968)

## Medici(5)
- Ugo Benci, medico italiano (Siena - Ferrara, † 1439)
- Ugo Boggi, medico italiano (Carrara, n. 1965)
- Ugo de' Borgognoni, medico italiano (Lucca, n. 1180 - Bologna, † 1258)
- Ugo Carcassi, medico italiano (Cagliari, n. 1921 - Cagliari, † 2016)
- Lanfranco da Milano, medico, chirurgo e religioso italiano (Milano - Parigi)

## Micologi(1)
- Ugo Maria Cumino, micologo italiano (Revello, n. 1762)

## Militari(19)
- Ugo Assereto, militare, storico e letterato italiano (Genova, n. 1838 - Genova, † 1912)
- Ugo Bartolomei, militare italiano (Roma, n. 1899 - Alano di Piave, † 1918)
- Ugo Corsi, militare e aviatore italiano (Pirano d'Istria, n. 1911 - Sollum, † 1940)
- Ugo De Carolis, ufficiale e partigiano italiano (Caivano, n. 1899 - Roma, † 1944)
- Ugo Del Curto, militare e aviatore italiano (Piuro, n. 1915 - Cirenaica, † 1941)
- Ugo Di Fazio, militare italiano (Palma Campania, n. 1893 - Uork Amba, † 1936)
- Ugo Fassio, militare e aviatore italiano (Montegrosso d'Asti, n. 1912 - Lago di Garda, † 1936)
- Ugo Fiorelli, militare italiano (Napoli, n. 1893 - Canale di Sicilia, † 1941)
- Ugo Giavitto, militare italiano (Tarcento, n. 1920 - Mali Topojanit, † 1941)
- Ugo Macchieraldo, ufficiale e partigiano italiano (Cavaglià, n. 1909 - Ivrea, † 1945)
- Ugo Parodi di Belsito, militare e politico italiano (La Spezia, n. 1878 - Palermo, † 1942)
- Ugo Passalacqua, militare italiano (Chiaravalle, n. 1914 - Valona, † 1941)
- Ugo Pepoli, militare e patriota italiano (Bologna, n. 1824 - San Lazzaro di Savena, † 1896)
- Ugo Piccinini, militare italiano (Barisciano, n. 1920 - Quadrivio di Selenj Jar, † 1942)
- Ugo Pizzarelli, militare italiano (Mortara, n. 1918 - Cagliari, † 2008)
- Ugo di Sully, militare francese
- Ugo Zannier, militare e aviatore italiano (Clauzetto, n. 1913 - Montblanc, † 1938)
- Ugo di Empúries, militare e politico spagnolo († 1309)
- Ugo II di Pierrepont, militare francese († 1395)

## Mineralogisti(1)
- Ugo Panichi, mineralogista italiano (Firenze, n. 1872 - Pavia, † 1966)

## Monaci cristiani(2)
- Ugo di La Certa, monaco cristiano francese (Castello di Châlus, n. 1071 - Abbazia di Grandmont, † 1157)
- Ugo di Balma, monaco cristiano, teologo e mistico francese (Vieu-d'Izenave - † 1305)

## Montatori(1)
- Ugo De Rossi, montatore italiano (Roma, n. 1949)

## Navigatori(1)
- Ugo Botti, marinaio e militare italiano (Venezia, n. 1903 - Acque di Orano, † 1940)

## Nobili(47)
- Ugo Boncompagni, IV duca di Sora, nobile italiano (Sora, n. 1614 - Sora, † 1676)
- Ugo Brusati, nobile, generale e politico italiano (Monza, n. 1847 - Roma, † 1936)
- Ugo d'Este, nobile (Ferrara, n. 1405 - Ferrara, † 1425)
- Ugo Moncada di Paternò, nobile, politico e imprenditore italiano (Palermo, n. 1890 - Lugano, † 1974)
- Ugo di Saint Omer, nobile fiammingo (Thérouanne - † 1106)
- Ugo di Châlon, nobile francese (n. 1220 - † 1266)
- Ugo I di Vermandois, nobile franco (n. 1057 - Tarso, † 1101)
- Ugo II du Puiset, nobiluomo francese († 1134)
- Ugo I di Empúries, nobile franco
- Ugo II di Empúries, nobile franco
- Ugo III di Empúries, nobile franco
- Ugo IV di Empúries, nobile franco (Maiorca)
- Ugo V di Empúries, nobile franco (Maiorca)
- Ugo III di Campdavaine, nobile francese († 1141)
- Ugo II di Ponthieu, nobile francese († 1052)
- Ugo I di Ponthieu, nobile francese († 1000)
- Ugo di Carpegna, nobile italiano († 1268)
- Ugo di Sassonia, nobile franco († 880)
- Ugo IV di Nordgau, nobile tedesco (n. 970 - † 1048)
- Ugo di Bard, nobile italiano
- Ugo III di Spoleto, nobile franco
- Ugo III di Tubinga, nobile tedesco († 1228)
- Ugo I di Tubinga, nobile tedesco
- Ugo, nobile franco
- Ugo I di Rethel, nobile francese († 1118)
- Ugo II di Broyes, nobile francese
- Ugo I di Toscana, nobile franco
- Ugo I di Lusignano, nobile franco
- Ugo I di Pallars Sobirà, nobile spagnolo
- Ugo II di Lusignano, nobile franco
- Ugo III di Lusignano, nobile franco († 1012)
- Ugo IV di Lusignano, nobile franco
- Ugo V di Lusignano, nobile (Lusignano, † 1060)
- Ugo VI di Lusignano, nobile francese († 1110)
- Ugo VII di Lusignano, nobile
- Ugo Ruggero I di Pallars Sobirà, nobile spagnolo
- Ugo Ruggero II di Pallars Sobirà, nobile spagnolo
- Ugo Ruggero III di Pallars Sobirà, nobile spagnolo (Xàtiva, † 1508)
- Ugo d'Avranches, nobile francese († 1101)
- Ugo di Ginevra, nobile francese († 1365)
- Ugo VIII di Lusignano, nobile
- Ugo il Bruno di Lusignano, nobile († 1169)
- Ugo XI di Lusignano, nobile francese (n. 1221 - Faraskur, † 1250)
- Ugo XII di Lusignano, nobile francese (n. 1238 - Cartagine, † 1270)
- Ugo XIII di Lusignano, nobile francese (n. 1259 - Angoulême, † 1303)
- Ugo di Montgomery, nobile francese (Anglesey, † 1098)
- Ugo di Sabbioneta, nobile italiano (Sabbioneta - † 1105)

## Pallanuotisti(1)
- Ugo Crousillat, pallanuotista francese (Marsiglia, n. 1990)

## Partigiani(5)
- Ugo Forno, partigiano italiano (Roma, n. 1932 - Roma, † 1944)
- Ugo Pecchioli, partigiano e politico italiano (Torino, n. 1925 - Roma, † 1996)
- Ugo Perinelli, partigiano e politico italiano (Genova, n. 1917 - Venezia, † 1967)
- Ugo Ricci, partigiano italiano (Genova, n. 1913 - Lenno, † 1944)
- Ugo Sacerdote, partigiano e ingegnere italiano (Torino, n. 1924 - Torino, † 2016)

## Pentatleti(1)
- Ugo Ceccarelli, pentatleta italiano (n. 1911 - Milano, † 1940)

## Piloti automobilistici(1)
- Ugo Sivocci, pilota automobilistico italiano (Milano, n. 1885 - Monza, † 1923)

## Pirati(1)
- Ugo Despenser il Giovane, pirata e nobile britannico (Inghilterra, n. 1286 - Hereford, † 1326)

## Pittori(17)
- Ugo Attardi, pittore, scultore e scrittore italiano (Sori, n. 1923 - Roma, † 2006)
- Ugo Vittore Bartolini, pittore italiano (Firenze, n. 1906 - Milano, † 1975)
- Ugo Bernasconi, pittore, scrittore e aforista italiano (Buenos Aires, n. 1874 - Cantù, † 1960)
- Ugo Capocchini, pittore italiano (Barberino Val d'Elsa, n. 1901 - Firenze, † 1980)
- Ugo Celada da Virgilio, pittore italiano (Cerese, n. 1895 - Varese, † 1995)
- Ugo Gheduzzi, pittore italiano (Crespellano, n. 1853 - Torino, † 1925)
- Ugo Giannattasio, pittore e scrittore italiano (Roma, n. 1888 - Roma, † 1958)
- Ugo Guarino, pittore, scultore e disegnatore italiano (Trieste, n. 1927 - Milano, † 2016)
- Ugo Libero Lobina, pittore e scrittore italiano (Sassari, n. 1947)
- Ugo Maccabruni, pittore italiano (Mantova, n. 1923 - Virgilio, † 1998)
- Ugo Malvano, pittore italiano (Torino, n. 1878 - Finale Ligure, † 1958)
- Ugo Manaresi, pittore italiano (Ravenna, n. 1851 - Livorno, † 1917)
- Ugo Ortona, pittore e incisore italiano (Borgia, n. 1888 - Roma, † 1977)
- Ugo Pendini, pittore italiano (Venezia, n. 1853)
- Ugo Piatti, pittore e musicista italiano (Milano, n. 1888 - Milano, † 1953)
- Ugo Valeri, pittore e illustratore italiano (Piove di Sacco, n. 1873 - Venezia, † 1911)
- Ugo Zovetti, pittore, designer e decoratore italiano (Curzola, n. 1879 - Milano, † 1974)

## Poeti(5)
- Ugo Betti, poeta e drammaturgo italiano (Camerino, n. 1892 - Roma, † 1953)
- Ugo Buzzelli, poeta italiano (Avezzano, n. 1923 - Avezzano, † 2010)
- Ugo Fasolo, poeta italiano (Belluno, n. 1905 - Vicenza, † 1980)
- Ugo Fleres, poeta, giornalista e critico letterario italiano (Messina, n. 1857 - Roma, † 1939)
- Ugo da Massa, poeta italiano (Massa Marittima)

## Politici(41)
- Ugo Angelilli, politico italiano (Roma, n. 1897 - † 1975)
- Ugo Bartalini, politico e ingegnere italiano (Firenze, n. 1899 - † 2000)
- Ugo Bartesaghi, politico italiano (Erba, n. 1920 - † 1976)
- Ugo Benassi, politico italiano (Carpineti, n. 1928 - Reggio nell'Emilia, † 2011)
- Ugo Bergamo, politico italiano (Venezia, n. 1951)
- Ugo Bigod, III conte di Norfolk, politico britannico († 1225)
- Ugo Boghetta, politico italiano (Rimini, n. 1951)
- Ugo Bonafini, politico italiano (Lovere, n. 1912 - Roma, † 1985)
- Ugo Cappellacci, politico italiano (Cagliari, n. 1960)
- Ugo Coccia, politico, giornalista e antifascista italiano (Roccantica, n. 1895 - Hyères, † 1932)
- Ugo Crescenzi, politico italiano (San Benedetto del Tronto, n. 1930 - Pescara, † 2017)
- Ugo Croatto, politico e chimico italiano (Trieste, n. 1914 - Padova, † 1993)
- Ugo Da Como, politico italiano (Brescia, n. 1869 - Lonato, † 1941)
- Ugo De Santis, politico e partigiano italiano (n. 1921 - † 2017)
- Ugo De Vivo, politico italiano (Isernia, n. 1947 - Isernia, † 2015)
- Ugo Della Seta, politico italiano (Roma, n. 1879 - Roma, † 1958)
- Ugo Porzio Giovanola, politico, antifascista e partigiano italiano (Novara, n. 1889 - † 1949)
- Ugo Grimaldi, politico italiano (Enna, n. 1942)
- Ugo Grippo, politico e ingegnere italiano (Napoli, n. 1932 - Napoli, † 2017)
- Ugo Intini, politico e giornalista italiano (Milano, n. 1941 - Milano, † 2024)
- Ugo La Malfa, politico italiano (Palermo, n. 1903 - Roma, † 1979)
- Ugo Lisi, politico e avvocato italiano (Gallipoli, n. 1967)
- Ugo Lupattelli, politico italiano (Deruta, n. 1877 - † 1960)
- Ugo Malagnino, politico italiano (Manduria, n. 1952)
- Ugo Mancini, politico italiano (Arezzo, n. 1868 - Arezzo, † 1951)
- Ugo Maneo, politico italiano (Rovigo, n. 1855 - † 1945)
- Ugo Marchesi, politico italiano (Magione, n. 1920 - Treviso, † 2014)
- Ugo Martinat, politico italiano (Settimo Torinese, n. 1942 - Roma, † 2009)
- Ugo Pasquale Mifsud, politico maltese (n. 1889 - † 1942)
- Ugo Napoli, politico italiano (Reggio Calabria, n. 1922 - Reggio Calabria, † 1977)
- Ugo Nardini, politico italiano (Acquapendente, n. 1951)
- Ugo Parolo, politico italiano (Bellano, n. 1963)
- Ugo Piazzi, politico e sindacalista italiano (Roma, n. 1912 - Roma, † 1995)
- Ugo Pisa, politico e diplomatico italiano (Ferrara, n. 1845 - Milano, † 1910)
- Ugo Rodinò, politico italiano (Napoli, n. 1904 - † 1949)
- Ugo Rossi, politico italiano (Milano, n. 1963)
- Ugo di Sant'Onofrio del Castillo, politico italiano (Baden-Baden, n. 1844 - Roma, † 1928)
- Ugo Scalori, politico e banchiere italiano (Mantova, n. 1871 - Roma, † 1937)
- Ugo Sorani, politico e giurista italiano (Pitigliano, n. 1850 - Firenze, † 1906)
- Ugo Sposetti, politico italiano (Tolentino, n. 1947)
- Ugo Vetere, politico italiano (Reggio Calabria, n. 1924 - San Martino al Cimino, † 2013)

## Poliziotti(1)
- Ugo Macera, poliziotto e funzionario italiano (Lecce nei Marsi, n. 1914 - Roma, † 2010)

## Presbiteri(3)
- Ugo Bassi, presbitero e patriota italiano (Cento, n. 1801 - Bologna, † 1849)
- Ugo De Censi, presbitero e missionario italiano (Berbenno di Valtellina, n. 1924 - Lima, † 2018)
- Ugo Mioni, presbitero e scrittore italiano (Trieste, n. 1870 - Montepulciano, † 1935)

## Principi(2)
- Ugo di Savoia, principe (Rodi, n. 1464 - Rodi, † 1464)
- Ugo di Lusignano, principe (n. 1335 - † 1386)

## Produttori cinematografici(1)
- Ugo Tucci, produttore cinematografico italiano (Roma, n. 1930)

## Psichiatri(2)
- Ugo Cerletti, psichiatra e neurologo italiano (Conegliano, n. 1877 - Roma, † 1963)
- Ugo Fornari, psichiatra e scrittore italiano (Torino, n. 1939)

## Pugili(1)
- Ugo Micheli, pugile italiano (Firenze, n. 1883)

## Registi(8)
- Ugo Amadoro, regista, sceneggiatore e fumettista italiano (Luco dei Marsi, n. 1908)
- Ugo Fasano, regista italiano (Napoli, n. 1907 - Roma, † 2002)
- Ugo Frosi, regista e sceneggiatore italiano (Roma, n. 1969)
- Ugo Fabrizio Giordani, regista italiano (Roma, n. 1956)
- Ugo Gregoretti, regista, attore e sceneggiatore italiano (Roma, n. 1930 - Roma, † 2019)
- Ugo La Rosa, regista, sceneggiatore e produttore cinematografico italiano (Palermo, n. 1925)
- Ugo Liberatore, regista e sceneggiatore italiano (San Valentino in Abruzzo Citeriore, n. 1927 - Pescara, † 2012)
- Ugo Saitta, regista italiano (Catania, n. 1912 - Roma, † 1983)

## Religiosi(4)
- Ugo de Actis, religioso italiano (Serra San Quirico - † 1270)
- Ugo Canefri, religioso italiano (Genova, † 1233)
- Ugo Giachery, religioso italiano (Palermo, n. 1896 - Apia, † 1989)
- Ugo di Digne, religioso francese (Digne - Marsiglia, † 1257)

## Rugbisti a 15(1)
- Ugo Mola, ex rugbista a 15 e allenatore di rugby a 15 francese (Sainte-Foy-la-Grande, n. 1973)

## Saggisti(1)
- Ugo Morelli, saggista e psicologo italiano (Grottaminarda, n. 1951)

## Santi(1)
- Ughino di Lincoln, santo inglese (n. 1246 - † 1255)

## Scacchisti(2)
- Ugo Calà, scacchista italiano (Catania, n. 1904 - Roma, † 1983)
- Ugo Lancia, scacchista italiano (Roma, n. 1885 - Messina, † 1960)

## Sceneggiatori(3)
- Ugo Guerra, sceneggiatore e produttore cinematografico italiano (Roma, n. 1920 - † 1982)
- Ugo Pirro, sceneggiatore e scrittore italiano (Salerno, n. 1920 - Roma, † 2008)
- Ugo Tristani, sceneggiatore italiano (Milano, n. 1922 - Roma, † 1977)

## Schermidori(3)
- Ugo Pignotti, schermidore italiano (Firenze, n. 1898 - Roma, † 1989)
- Ugo Purcaro, schermidore italiano (Napoli, n. 1914 - Napoli, † 1987)
- Ugo Ughi, schermidore italiano (Livorno - Buenos Aires, † 1989)

## Scrittori(15)
- Ugo Baduel, scrittore, saggista e giornalista italiano (Perugia, n. 1934 - Roma, † 1989)
- Ugo Barbàra, scrittore e giornalista italiano (Palermo, n. 1969)
- Ugo Cornia, scrittore italiano (Modena, n. 1965)
- Ugo De Vita, scrittore e attore italiano (Roma, n. 1961)
- Ugo Donati, scrittore e giornalista svizzero (Monteggio, n. 1891 - Lugano, † 1967)
- Ugo Dettore, romanziere, traduttore e parapsicologo italiano (Bologna, n. 1905 - Santa Margherita Ligure, † 1992)
- Ugo Facco De Lagarda, scrittore e partigiano italiano (Venezia, n. 1896 - Venezia, † 1982)
- Ugo Leonzio, scrittore e drammaturgo italiano (Milano, n. 1941 - Roma, † 2019)
- Ugo Mazzotta, scrittore italiano (Napoli, n. 1956)
- Ugo Moriano, scrittore italiano (Imperia, n. 1959)
- Ugo Ojetti, scrittore, critico d'arte e giornalista italiano (Roma, n. 1871 - Fiesole, † 1946)
- Ugo Riccarelli, scrittore italiano (Cirié, n. 1954 - Roma, † 2013)
- Ugo Sansonetti, scrittore e atleta italiano (Roma, n. 1919 - Roma, † 2019)
- Ugo Stornaiolo, scrittore, giornalista e ingegnere italiano (Napoli, n. 1930 - Napoli, † 2024)
- Ugo Tommei, scrittore italiano (Firenze, n. 1894 - Monte Asolone, † 1918)

## Scrittori di fantascienza(1)
- Ugo Malaguti, autore di fantascienza, editore e traduttore italiano (Bologna, n. 1945 - Bologna, † 2021)

## Scultori(8)
- Ugo Carà, scultore, grafico e designer italiano (Muggia, n. 1908 - Trieste, † 2004)
- Ugo Ciapini, scultore italiano (Firenze, n. 1866 - Perugia)
- Ugo Adriano Graziotti, scultore, pittore e matematico italiano (Carpenedolo, n. 1912 - Castenedolo, † 2000)
- Ugo Guidi, scultore italiano (Montiscendi di Pietrasanta, n. 1912 - Forte dei Marmi, † 1977)
- Ugo Riva, scultore italiano (Bergamo, n. 1951)
- Ugo Savorana, scultore e pittore italiano (Modigliana, n. 1890 - Forlì, † 1984)
- Ugo Zannoni, scultore italiano (Verona, n. 1836 - Verona, † 1919)
- Ugo da Campione, scultore italiano (Campione d'Italia)

## Semiologi(2)
- Ugo Castagnotto, semiologo italiano (Monforte d'Alba, n. 1941)
- Ugo Volli, semiologo e filosofo italiano (Trieste, n. 1948)

## Sindacalisti(1)
- Ugo Clerici, sindacalista, giornalista e agente segreto italiano (Sorbolo, n. 1875 - Milano, † 1943)

## Sovrani(10)
- Ugo Capeto, re (Dourdan - Prasville, † 996)
- Ugo II di Toscana, sovrano (Pistoia, † 1001)
- Ugo I di Rouergue, sovrano franco († 1054)
- Ugo II di Francia, sovrano (n. 1007 - † 1025)
- Ugo V di Borgogna, re (n. 1294 - Argilly, † 1315)
- Ugo di Provenza, sovrano francese (Arles, n. 880 - Arles, † 947)
- Ugo IV di Cipro, re (Nicosia, † 1359)
- Ugo I di Cipro, sovrano francese (n. 1195 - Tripoli, † 1218)
- Ugo II di Cipro, re (Nicosia, n. 1253 - Nicosia, † 1267)
- Ugo III di Cipro, re (n. 1235 - Tiro, † 1284)

## Statistici(1)
- Ugo Trivellato, statistico italiano (Cavarzere, n. 1942)

## Storici(5)
- Ugo Balzani, storico italiano (Roma, n. 1847 - Roma, † 1916)
- Ugo Bellocchi, storico, giornalista e bibliotecario italiano (Reggio Emilia, n. 1920 - Reggio Emilia, † 2011)
- Ugo Gastaldi, storico italiano (Genova, n. 1910 - Milano, † 2007)
- Ugo Mancini, storico italiano (Pisoniano, n. 1956)
- Ugo Guido Mondolfo, storico e politico italiano (Senigallia, n. 1875 - Milano, † 1958)

## Storici dell'arte(1)
- Ugo Procacci, storico dell'arte e funzionario italiano (Firenze, n. 1905 - Firenze, † 1991)

## Storici delle religioni(1)
- Ugo Bianchi, storico delle religioni italiano (Cavriglia, n. 1922 - Firenzuola, † 1995)

## Tennisti(1)
- Ugo Humbert, tennista francese (Metz, n. 1998)

## Tenori(1)
- Ugo Benelli, tenore italiano (Genova, n. 1935)

## Teologi(6)
- Ugo Eteriano, teologo italiano (Pisa, n. 1115 - Costantinopoli, † 1182)
- Ugo Panziera, teologo, francescano e missionario italiano (Pomarance - Tartaria)
- Ugo di San Vittore, teologo, filosofo e cardinale francese (Ducato di Sassonia - Parigi, † 1141)
- Ugo Ripelin di Strasburgo, teologo e presbitero francese (Strasburgo, n. 1205 - Strasburgo, † 1270)
- Ugo Vanni, teologo italiano (Jesús María, n. 1929 - Roma, † 2018)
- Ugo di Fouilloy, teologo francese (Fouilloy, n. 1096 - Saint-Laurent-au-Bois)

## Tipografi(1)
- Ugo Ruggeri, tipografo italiano (Reggio Emilia, n. 1455)

## Tiratori a segno(2)
- Ugo Amicosante, tiratore a segno italiano (Molina Aterno, n. 1930 - Roma, † 2019)
- Ugo Pistolesi, tiratore a segno italiano (La Rotta, n. 1883 - Celle Ligure, † 1974)

## Traduttori(1)
- Ugo di Santalla, traduttore spagnolo

## Vescovi(1)
- Ugo d'Eu, vescovo francese († 1077)

## Vescovi cattolici(8)
- Ugo Puiset, vescovo cattolico francese (Francia - † 1195)
- Ugo Rangoni, vescovo cattolico italiano (Modena - Modena, † 1540)
- Ugo Roger, vescovo cattolico, cardinale e abate francese (Maumont, n. 1293 - Monastero di Montolieu, † 1363)
- Ugo di Grenoble, vescovo cattolico e santo francese (Châteauneuf-sur-Isère, n. 1053 - Grenoble, † 1132)
- Ugo di Romans, vescovo cattolico e monaco cristiano francese (Romans-sur-Isère - Susa, † 1106)
- Ugo di Lincoln, vescovo cattolico e santo inglese (Avalon - Londra, † 1200)
- Ugo di Ugurgeri, vescovo cattolico italiano († 1265)
- Ugo di Mantova, vescovo cattolico italiano († 1109)

## Senza attività specificata(32)
- Ugo Simoni, ex tiratore a segno italiano (Imola, n. 1938)
- Ugo Tutabovi, cavaliere medievale normanno (Normandia)
- Hugo I de Cardona, conte
- Ugo il Grande, duca (Dourdan, † 956)
- Ugo di Kevelioc, conte (n. 1147 - Leek, † 1181)
- Ugo il Nero di Borgogna, conte (Besançon, † 952)
- Ugo di Lotaringia, duca
- Ugo I di Champagne, conte († 1126)
- Ugo di Jersey, cavaliere medievale normanno (Maine - † 1075)
- Ugo di Brienne, conte (n. 1240 - Gagliano del Capo, † 1296)
- Ugo di Maginfredo, conte italiano (Milano)
- Ugo di Châtillon, conte (Avignone, † 1248)
- Ugo II di Blois-Châtillon, conte (n. 1258 - † 1307)
- Ugo di Cardona e di Gandia, duca (Gandia)
- Ugo I di Chalon, conte (Auxerre, † 1039)
- Ugo di Morville, cavaliere medievale inglese
- Ugo I di Baux, francese (n. 981 - † 1060)
- Ugo I del Maine, conte
- Ugo I di Borgogna, duca (Cluny, † 1093)
- Ugo II di Baux, francese († 1177)
- Ugo II del Maine, conte
- Ugo II di Borgogna, duca (n. 1084 - † 1143)
- Ugo III del Maine, conte
- Ugo III di Borgogna, duca (n. 1148 - San Giovanni d'Acri, † 1192)
- Ugo IV del Maine, conte († 1051)
- Ugo IV di Borgogna, duca francese (Villaines-en-Duesmois, n. 1212 - Villaines-en-Duesmois, † 1272)
- Ugo V del Maine, conte († 1131)
- Ugo di Tours, conte franco (Pavia, † 837)
- Ugo di Milano, conte
- Ugo di Ibelin, cavaliere medievale francese († 1169)
- Ugo X di Lusignano, conte (Damietta, † 1249)
- Ugo IX di Lusignano, conte (Damietta, † 1219)